# Värmeshult
Värmeshult är en by och en herrgård öster om Bor i Värnamo kommun. 
Byn består av några få hus. Årån mynnar ut från sjön Lången.
Inom Åråns naturreservat är en av få platser i Sverige där det har siktats kungsfiskare.Där finns även utter och häckande gråhäger.
Wermeshults Herrgård har anor från andra hälften av 1300-talet. Den tidigast kända ägaren är Arvid Trolle, där den finns upptecknad i Jordaboken över Arvid Trolles egendomar år 1498, och den ägdes senare inom Trolleätten på Ed. Herrgården ligger på en höjd med fruktträdgård och egen strand. Nuvarande Corps de Logi uppfördes 1890, och en flygel byggdes till tidigt 1900-tal under dåvarande ägaren Möbelfabrikören Frans Magnusson. Mangårdsbyggnaden är i ljusgul revetering med vita slätputsade omfattningar. Från den breda stentrappan i öster går en allé genom den omgärdande parken. Till herrgården hör också en välbevarad U-formad ladugård och loge som uppfördes 1905. Norr om herrgården ligger Ryktarbyggningen, före detta bostad för tjänstefolk och stallpersonal. Nuvarande ägare är familjen Lidåker.
Värmeshult ligger vid en korsning där vägarna till Bor, Sölaryd, Horda och Gällaryd möts. Där finns ett småskaliga odlingslandskap med slåttermark och betad ängs- och hagmark. Odlingslandskapet avgränsas i öster av sjön Lången. Där finns även utmark med nu blandskog.
Norr om vägkorsningen ligger Värmeshults missionshus. Det uppfördes 1876. Byggnaden är välbevarad både exteriört som interiört. Den timrade byggnaden har en fasad i faluröd locklistpanel. Det finns mot norr en öppen veranda med vita snickerier som tillbyggdes 1913. Det har funnits en vaktmästarbostad och en lilla sal. Den har en orörd inredning från 1940-talet. Missionshuset uppfördes av ägarfamiljen till Värmeshults gård. 
Söder om byn ligger Värmeshults kraftstation. Byggnaden invigdes 1936. Norr om kraftstationen ligger en dammbyggnad med vallar av huggen sten. Kraftverket ägs av Statkraft, effekten anges till 0,8 MW och normalårsproduktionen anges till 3,8 GWh.